# Konrad de la Fuente
Konrad de la Fuente (* 16. Juli 2001 in Miami, Florida) ist ein US-amerikanisch-haitianischer Fußballspieler, der auch die spanische Staatsangehörigkeit besitzt. Er steht beim FC Lausanne-Sport unter Vertrag. Darüber hinaus ist er Nationalspieler seines Landes.

## Vereinskarriere
Konrad de la Fuente spielte beginnend mit fünf Jahren ab 2007 in der Barça Academy Pro Miami in seiner Heimatstadt, die vom spanischen Erstligisten FC Barcelona betrieben wird. Nachdem seine Familie nach Spanien gezogen war, setzte de la Fuente seine fußballerische Ausbildung bei CE Tecnofutbol fort. Ab 2012 spielte er für zwei Jahre beim CF Damm, anschließend ging er ins La Masia, das Nachwuchsleistungszentrum des FC Barcelona. Dort war er in verschiedenen Jugendmannschaften des Vereins bis 2020 aktiv, unter anderem mit der U19 in den Spielzeiten 2018/19 und 2019/20 in der UEFA Youth League.
Bereits 2018 kam er für die zweite Mannschaft des Vereins in der drittklassigen Segunda División B zu seinem Debüt im Herrenbereich. In der Saison 2018/19 kamen drei Einsätze hinzu. Im August 2020 stand de la Fuente unter dem Cheftrainer Quique Setién beim Achtelfinal-Rückspiel der Champions League gegen die SSC Neapel erstmals im Spieltagskader der Profimannschaft, wurde jedoch nicht eingewechselt.
Nach dem Ende seiner Jugendzeit übernahm der Verein de la Fuente zur Saison 2020/21 mit einem Profivertrag fest in seine Herrenmannschaften. Beide Parteien einigten sich auf eine Zusammenarbeit über zwei Jahre, wobei der Vertrag eine Ausstiegsklausel über 50 Millionen Euro enthielt, die sich verdoppelt konnte, falls der Spieler offiziell für die erste Mannschaft gemeldet wird. Der Flügelspieler gehörte fortan unter dem neuen Cheftrainer Ronald Koeman dem Kader der ersten Mannschaft an, wurde bei der Liga aber offiziell noch für die zweite Mannschaft gemeldet, in der er auch weiterhin Spielpraxis sammelte. Am 24. November 2020 debütierte der 19-Jährige schließlich in der ersten Mannschaft, als er beim 4:0-Auswärtssieg im Champions-League-Spiel gegen Dynamo Kiew kurz vor dem Spielende eingewechselt wurde. Es folgte ein weiterer Champions-League-Einsatz und ein Einsatz in der Copa del Rey, die der FC Barcelona gewann. Für die zweite Mannschaft kam de la Fuente 21-mal zum Einsatz und erzielte 6 Tore.
Zur Saison 2021/22 wechselte de la Fuente für drei Millionen Euro in die französische Ligue 1 zu Olympique Marseille. Er unterschrieb einen Vertrag bis zum 30. Juni 2025. Im August 2022 wurde der Spieler für eine Saison an Olympiakos Piräus ausgeliehen. Im Sommer 2023 folgte eine weitere Leihe zu SD Eibar.
Im Sommer 2024 wechselte de la Fuente zum FC Lausanne-Sport.

## Nationalmannschaft

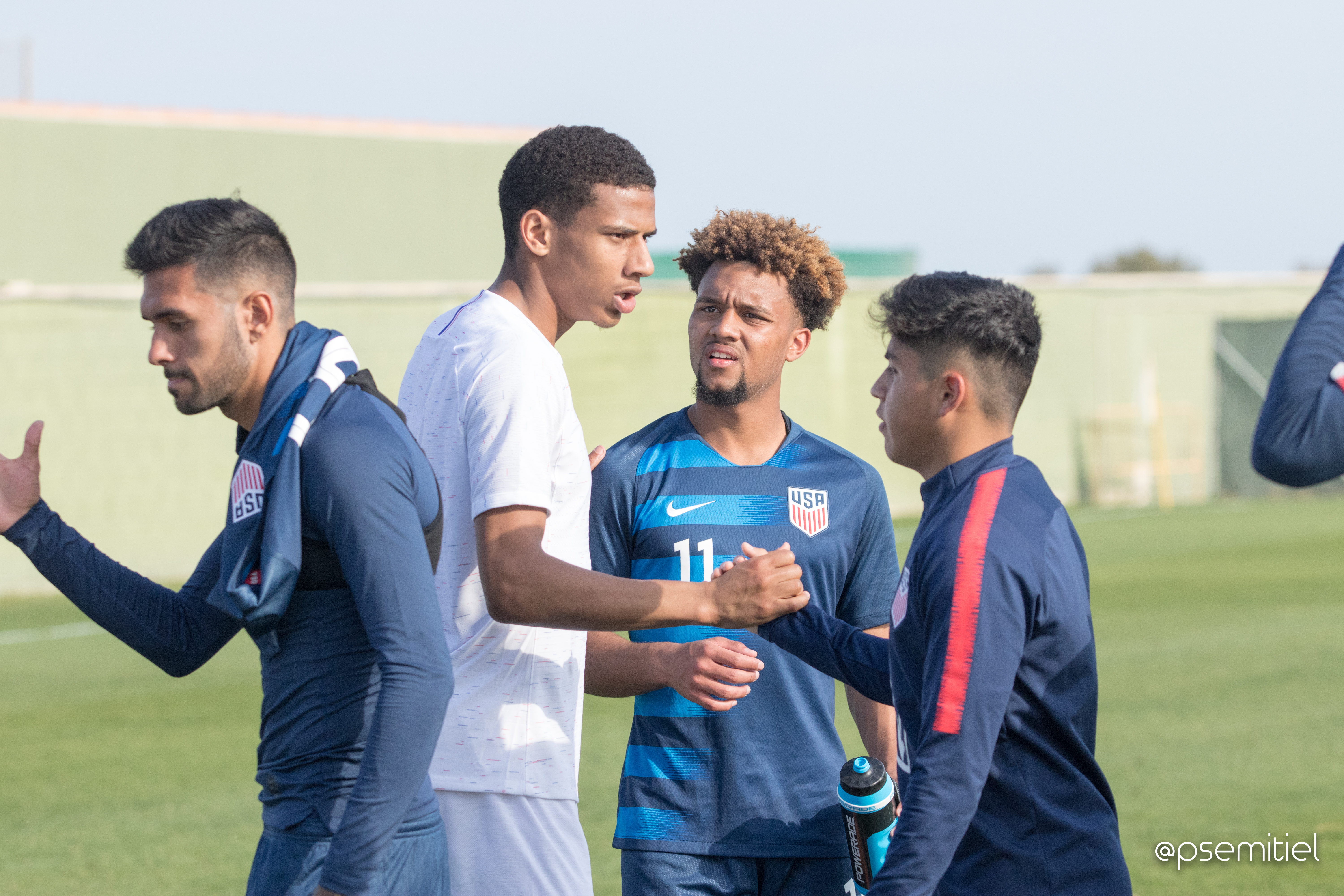
De la Fuente im Trikot der U20-Nationalmannschaft (2. v. r.; 2019)

De la Fuente spielt seit 2015 für die Auswahlen des US-amerikanischen Verbandes. Dabei kam er für die U-Mannschaften von 2015 bis 2018 zu 19 Einsätze und erzielte dabei fünf Tore. Im November 2020 erfuhr er seine erste Nominierung für die A-Auswahl seines Landes. Im Freundschaftsspiel gegen Wales absolvierte er sein Debüt in der Startaufstellung. Das Spiel in Swansea endete mit 0:0. Da er auch die spanische Staatsangehörigkeit besitzt und seine Eltern Haitianer sind, ist es ihm weiterhin möglich, einen Wechsel zum spanischen oder haitianischen Fußballverband zu vollziehen.

## Erfolge
- Copa-del-Rey-Sieger: 2021

## Persönliches
De la Fuente wurde im Juli 2001 in der Großstadt Miami im Bundesstaat Florida geboren. Seine Eltern stammen aus Haiti, sein Vater arbeitete zu dieser Zeit in der Stadt als Botschaftsangehöriger seines Landes. Die Familie zog mit dem 10-jährigen Konrad nach Spanien, als der Vater in das Konsulat in Barcelona versetzt wurde.